# Łąkowo
Łąkowo (deutsch Lankow b. Schivelbein) ist ein Dorf in der polnischen Woiwodschaft Westpommern. Es gehört zur Gmina Świdwin (Schivelbein) im Landkreis Świdwin.

## Geografische Lage
Łąkowo liegt acht Kilometer südwestlich der Kreisstadt Świdwin am Westufer des Jez. Oparzno (Wopersnower See) an einer Nebenstraßenverbindung zwischen Świdwin und Rusinowo (Rützenhagen). Nächste Bahnstation ist Świdwin an der Bahnstrecke Stargard Szczeciński–Gdańsk.

## Geschichte
Die auf einer in den Wopersnower See hineinragenden Landzunge zu findenden Reste eines alten Burgwalls weisen auf das neunte bis elfte Jahrhundert hin. Im Jahre 1488 verlieh Markgraf Johann von Brandenburg der Familie Wuppersnow einen Anteil „an der Lancken“, und elf Jahre später belehnten Kurfürst Joachim und Herzog Albrecht I. von Brandenburg-Ansbach die von Klemzow mit Lankow. 1736 unterliegt Lankow dem Mühlenzwang der Schlossmühle Schivelbein.
Das Dorf hatte 1749 dreizehn Bauern. Im Siebenjährigen Krieg hatte Lankow sehr unter dem Durchzug der preußischen und russischen Truppen zu leiden. 1760 bestand hier ein russisches Lager. Als Gutsbesitzer wurde damals Leutnant Carl von Beneckendorff genannt.
Im Jahre 1782 gab es zwei Vorwerke, sechs Wohnhäuser und zwei Schafställe. 1843 wurden 235 Einwohner gezählt, 1925 waren es 333 und 1939 dann 261 Personen. In Lankow gab es eine einklassige Volksschule.
Bis 1945 gehörte Lankow mit einer Gemeindefläche von 833,7 Hektar zum Landkreis Belgard (Persante) und lag im Amtsgerichtsbereich Schivelbein. Letzter deutscher Bürgermeister war Richard Grunewald.
Im März 1945 marschierten Truppen der Roten Armee in das Dorf ein. Die einheimische Bevölkerung wurde vertrieben. Lankow kam als Łąkowo zu Polen und ist heute eine Ortschaft der Landgemeinde Świdwin.

## Amt Lankow
Bis 1945 bildete Lankow mit den Gemeinden Boltenhagen, Liepz, Rützenhagen und Wussow einen eigenen Amtsbezirk.
Die gleichen Gemeinden bildeten den Standesamtsbezirk Lankow.

## Kirche

### Kirchengemeinde
Lankow war bis 1945 eine selbständige Kirchengemeinde, die mit den Kirchengemeinden Wopersnow und Klemzow zum Kirchspiel Wopersnow gehörte. Der Ort lag im Kirchenkreis Schivelbein in der Kirchenprovinz Pommern der evangelischen Kirche der Altpreußischen Union. 
Heute gehört Łąkowo zum Kirchspiel Koszalin (Köslin) in der Diözese Pommern-Großpolen der polnischen Evangelisch-Augsburgischen Kirche. Kirchort ist Świdwin.

### Dorfkirche
Laut Inschrift wurde die im Osten und Westen dreiseitig geschlossene Fachwerkkirche im Jahre 1749 erbaut. Die Wände wurden 1928 durch Ziegelwerk ersetzt. Der Holzturm mit Glockenstuhl wurde nach 1945 abgerissen.
Die im Zweiten Weltkrieg abgelieferte Glocke (Gussjahr: 1662) wurde vor dem Einschmelzen für Kriegszwecke gerettet. Über den Glockenfriedhof in Hamburg gelangte sie zur Evangelischen Kirchengemeinde Ernsthofen im Odenwald. Sie läutet seit 1962 vom Glockenturm, der an das Dorfgemeinschaftshaus in Klein-Bieberau angebaut ist.